# أبو الفرج الشنبوذي
أبو الفرج محمد بن أحمد بن إبراهيم بن يوسف بن العباس بن ميمون الشنبوذي البغدادي غلام ابن شنبوذ. أحد أصحاب القراءات في القرن الرابع الهجري.

## سيرته
ذكره الذهبي ضمن علماء الطبقة التاسعة من حفاظ القرآن، كما ذكره ابن الجزري ضمن علماء القراءات. ولد الشنبوذي سنة 300 هـ، وشغف بالترحال إلى طلب العلم، فجاب الأقطار وسمع من العلماء وأخذ حروف القرآن، يقول ابن الجزري: «رحل أبو الفرج الشنبوذي ولقي الشيوخ وأكثر وتبحّر في التفسير». أخذ الشنبوذي حروف القرآن عن عدد كبير من خيرة العلماء، وذكر المؤرخون من شيوخه الكثير، يقول ابن الجزري: «أخذ القراءة عرضا عن: أبي بكر بن مجاهد، وأبي بكر النقاش، وأبي بكر بن أحمد بن حماد، وأبي الحسن بن الأخرم، وإبراهيم بن محمد الماوردي، ومحمد بن جعفر الحربي، وأحمد بن محمد بن إسماعيل الأدمي، ومحمد بن هارون التمار، وأبي الحسن بن شنبوذ، وإليه نسب لكثرة ملازمته له، ومحمد بن موسى الزينبي وموسى ابن عبد الله الخاقاني، وغيرهم».
تصدر أبو الفرج لتعليم القرآن وحروفه، يقول ابن الجزري: قرأ عليه أبو علي الأهوازي، وأبو طاهر محمد بن ياسين الحلبي، والهيثم بن أحمد الصباغ، وأبو العلاء محمد بن علي الواسطي، ومحمد بن الحسين الكارزيني، وعبد الله بن محمد بن مكي السواق، وعلي بن القاسم الخياط، وأبو علي الرهاوي، وعبد الملك ابن عبدويه، ومنصور بن أحمد العراقي، وعثمان بن علي الدلال، وعلي بن محمد الجوزداني، وغيرهم.

## مكانته
- يقول الذهبي: «وأكثر أبو الفرج الترحال في طلب القراءات وتبحّر فيها واشتهر اسمه وطال عمره».
- قال أبو عمرو الداني: «أبو الفرج الشنبوذي عالم مشهور نبيل حافظ ماهر حاذق كان يتجول في البلدان».
- قال عبد الرحمن بن عبد الله: «كنت أجلس إلى الشنبوذي أسمع منه التفسير وكان من أعلم الناس به، سمعت فارس بن أحمد يقول: قدم علينا الشنبوذي حمص فقال لنا: كيف يقف الكسائي علي قوله تعالى: (تَراءَا الْجَمْعانِ) فقلنا الفائدة من الشيخ أعزه الله. قال: يقف تراءى وأمالها».
- قال ابن الجزري: «أبو الفرج الشنبوذي أستاذ من أئمة القراءات، رحل ولقي الشيوخ وأكثر وتبحّر في التفسير واشتهر اسمه وطال عمره مع علم بعلل القراءات».

## وفاته
توفي أبو الفرج سنة 388 هـ.